# E804
La ruta europea E804 és una carretera que forma part de la Xarxa de carreteres europees. Comença a Bilbao (Espanya) i finalitza a Saragossa (Espanya). Té una longitud d'aproximadament 294 km i una orientació de nord a sud. Passa per les ciutats de Bilbao, Miranda de Ebro i Saragossa.